# Xã Bagley, Michigan
Xã Bagley (tiếng Anh: Bagley Township) là một xã thuộc quận Otsego, tiểu bang Michigan, Hoa Kỳ. Năm 2010, dân số của xã này là 5.886 người.